# 1963 en Tunisie
Chronologie de la Tunisie
- 1959
- 1960
- 1961
- 1962
- 1963
- 1964
- 1965
- 1966
- 1967

Cet article présente les faits marquants de l'année 1963 en Tunisie ou relatifs à la Tunisie.

## Événements
- 12-17 janvier : le procès du complot contre Habib Bourguiba, fortement médiatisé, se tient dans une salle de la caserne de Bouchoucha : treize condamnations à mort sont prononcées contre les huit militaires et cinq civils ; deux des militaires voient leurs peines commuées en prison à perpétuité, les autres inculpés étant condamnés à des peines d'emprisonnement avec travaux forcés allant d'un an à la perpétuité.
- 25 janvier : les peines de mort du procès du complot contre Bourguiba sont exécutées ; les autres condamnés sont transférés au bagne de Ghar El Melh puis à la prison de Borj Erroumi[1].
- février : cinq élèves de Thala, dans le gouvernorat de Kasserine, proches d'un conjuré exécuté sont condamnés à des peines allant de trois à huit mois de prison.
- mars : un premier procès, suite au complot, voit dix inculpés, dont d'anciens résistants, jugés : quatre d'entre eux sont condamnés à des peines de vingt ans de travaux forcés, les autres étant libérés. Un deuxième procès se tient le même mois et touche plusieurs notables : 43 inculpés sont à la barre, le verdict se traduisant par une peine capitale par contumace et trois condamnations à vingt ans de travaux forcés. Parmi les condamnés figure Sahbi Farhat, instituteur et syndicaliste, qui a écopé de deux ans d'emprisonnement et qui meurt en prison un an après sa condamnation, faute de soin, avec un autre coïnculpé.
- 2 mars : 
  - le Néo-Destour adopte le régime du parti unique[2].
  - le second protocole de cession des terres des agriculteurs français à la Tunisie est signé[3].
- 22 avril : le code de la nationalité tunisienne est adopté[4].
- mai : quatre inculpés dont Hassen El Ayadi, ancien fellaga et homme de main du Néo-Destour, sont inculpés et condamnés ; El Ayadi est condamné à mort et exécuté, des peines allant jusqu'à dix ans de travaux forcés étant prononcées pour les autres inculpés.
- 27 mai : une réforme agraire est adoptée[5].
- 15 octobre : la base de Bizerte est évacuée par la France[6].

## Sports
- Championnats de Tunisie d'athlétisme 1963

### Football
- Équipe de Tunisie de football en 1963
- Championnat de Tunisie de football 1962-1963
- Championnat de Tunisie de football 1963-1964
- Coupe de Tunisie de football 1962-1963
- Coupe de Tunisie de football 1963-1964

### Handball
- Championnat de Tunisie masculin de handball 1962-1963
- Championnat de Tunisie masculin de handball 1963-1964

### Volley-ball
- Équipe de Tunisie de volley-ball en 1963
- Championnat de Tunisie masculin de volley-ball 1962-1963
- Championnat de Tunisie masculin de volley-ball 1963-1964

## Culture
- Folklore à Monastir, documentaire de 20 minutes réalisé par Hamouda Ben Halima[7].
- Le grand air, fiction tunisienne d'Omar Khlifi[8].

## Naissances en 1963
- Naissance en Tunisie en 1963

## Décès en 1963
- Décès en Tunisie en 1963